# Niederfüllbach
Niederfüllbach är en kommun och ort i Landkreis Coburg i Regierungsbezirk Oberfranken i förbundslandet Bayern i Tyskland.
Kommunen ingår i kommunalförbundet Grub am Forst tillsammans med kommunen Grub am Forst.